# Holland labdarúgó-szövetség
A holland labdarúgó-szövetség neve Holland Királyi Labdarúgó-szövetség [KNVB] (Hollandul: Koninklijke Nederlandse Voetbal Bond).

## Történelme
A szövetséget 1889-ben alapították. A Nemzetközi Labdarúgó-szövetségnek alapítójaként 1904-től tagja. 1954-től az Európai Labdarúgó-szövetség tagja. A 20-as évektől a 60-as évekig az amatőr rendszer alkalmazása miatt labdarúgóása lemaradt a fejlődésben. 1957-ben bevezették a professzionalizmust, létrehozták a nemzeti bajnokságot, ami elősegítette a gyors fejlődést. Fő feladata a nemzetközi kapcsolatokon kívül, a  Holland labdarúgó-válogatott férfi és női ágának, a korosztályos válogatottak, illetve a nemzeti bajnokság szervezése, irányítása.